# Marcelo Torcuato de Alvear
Máximo Marcelo Torcuato de Alvear Pacheco (4. října 1868 Buenos Aires – 23. března 1942 Don Torcuato) byl argentinský politik, právník, diplomat a sportovec. V roce 1922 se stal 15. prezidentem Argentinské republiky. Vzhledem k různým státním zřízením Argentiny v minulosti je považován za 20. prezidenta země. Před tím působil jako velvyslanec ve Francii a federální poslanec. Argentinu také reprezentoval ve sportovní střelbě.

## Život

### Mládí a profesionální začátky

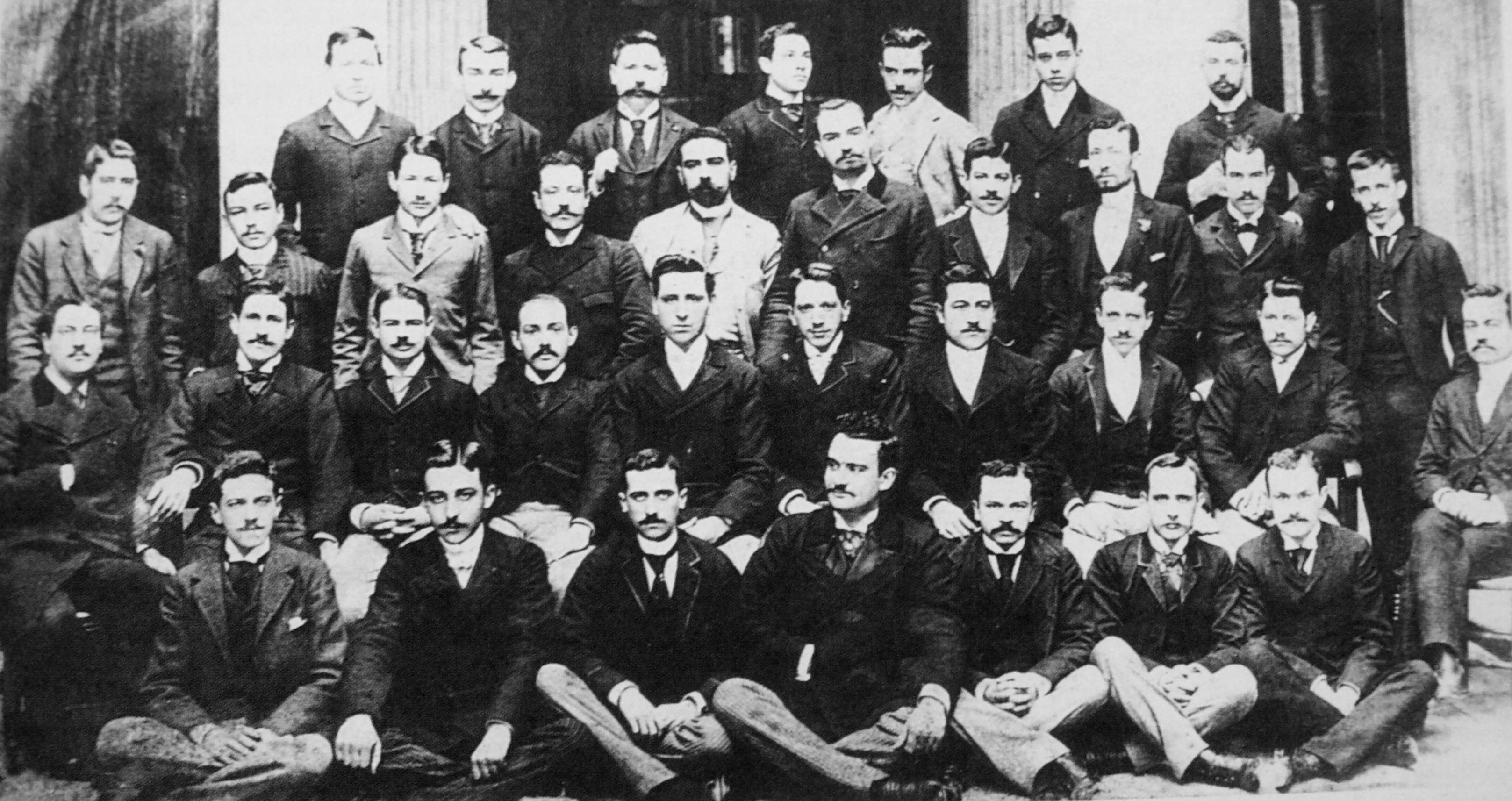
Absolventi práva z roku 1891, mezi nimi Alvear a další budoucí významní členové Radikální občanské unie.

Narodil se v Buenos Aires do významné politické rodiny. Jeho otec Torcuato de Alvear byl prvním starostou Buenos Aires a člen Národní autonomistické strany, jeho bratr Carlos Torcuato de Alvear byl také starostou Buenos Aires, jeho dědeček Carlos María de Alvear byl nejvyšším představitelem Spojených provincii La Platy v roce 1815, jeho strýc Emilio de Alvear byl ministrem zahraničí Argentinské konfederace a jeho pradědeček Diego de Alvear y Ponce de León byl významným španělským vojenským důstojníkem, který se zúčastnil několika válek v Evropě i v Jižní Americe. Jeho matka María Elvira Dolores Pachecová byla dcerou významného generála Ángela Pacheceho, který nejprve bojoval spolu s Josém de San Martínem ve válce za nezávislost a později se stal jedním z klíčových velitelů armády Argentinské konfederace během vlády Juana Manuela de Rosas, přičemž nikdy neprohrál žádnou bitvu, ve které velel.
V roce 1879 začal Alvear studovat na prestižní škole Colegio Nacional de Buenos Aires, střední školu ukončil na Colegio Nacional de Rosario. V roce 1886 začal studovat na právnické fakultě Univerzity v Buenos Aires. Studium úspěšně ukončil v roce 1891. Právě během studia na vysoké škole se stal zastáncem radikálnějších myšlenek, které nebyly v souladu s linií vládnoucí strany. Na konci 19. století byl na krátce povolán do armády, kde získal hodnost podplukovníka. Nezúčastnil se však žádných bojů, armáda v té době pouze cvičila kvůli napětí o hranice se sousedním Chile. V armádě však působil jen velmi krátce a už v roce 1889 aktivně propagoval myšlenky politika Leandra Alema mezi mládeží v Buenos Aires. Alvear se později stal i sekretářem Alema a vstoupil do jeho strany Občanská unie a později i do Radikální občanské unie. Následující roky aktivně cestoval po celé zemi, propagoval myšlenky strany a Alema, podporoval myšlenky na revoluci proti vládnoucí straně. V roce 1892 ho spolu s dalšími členy strany zadržela policie a byl deportován do uruguayského Montevidea. Zde však pobyl jen asi měsíc a vrátil se zpět do Argentiny. V roce 1893 se účastnil ozbrojeného povstání, při kterém spolu s dalšími spolustraníky obsadili policejní stanici ve městě Temperley. Hipólito Yrigoyen následně z Temperley postupoval spolu s dalšími dobrovolníky do vnitrozemí provincie Buenos Aires a obsadil město La Plata. Povstání ale nakonec skončilo neúspěchem. Po neúspěších revoluce a neschopnosti prosadit změny volebního systému spáchal zklamaný Leandro Alem 1. července 1896 uprostřed ulice v Buenos Aires sebevraždu.

### Politický vzestup a funkce prezidenta

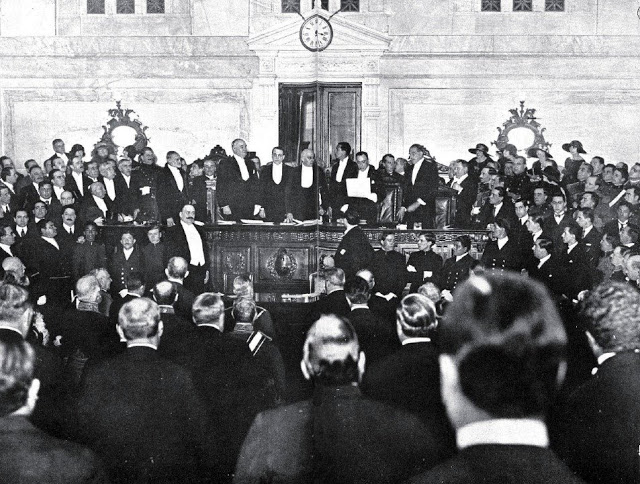
Inaugurace prezidenta Alveara v roce 1922.

V roce 1898 potkal Alvear svou budoucí manželku Reginu Paciniovou, portugalskou sopranistku, která v té době hostovala v Buenos Aires v jednom z divadel. Rodina ani Alvearovo okolí nebylo nadšeno z představy, že by si měl člověk z tak významné rodiny vzít za manželku obyčejnou zpěvačku, ale jejich vztahu paradoxně pomohl hlavní politický protivník Julio Argentino Roca, který je uvedl do společnosti na svém banketu. Paciniová následně odešla do Evropy a Alvear odešel za ní, protože se mu ji nepodařilo přesvědčit, aby si ho vzala za manžela. K svatbě nakonec přišlo až v roce 1907 v Lisabonu. Po uzavření manželství žil Alvear i s manželkou ještě několik let v Paříži. V roce 1912 prosadil prezident Roque Sáenz Peña tzv. Zákon Sáenz Peña, který konečně garantoval všeobecné a tajné volební právo a ukončil volební podvody. Díky tomu se začala Radikální občanská unie znovu účastnit voleb a hned první i vyhrála. Alvear se tak stal v roce 1912 poslancem federálního parlamentu. Podle nových pravidel se v roce 1916 konaly i prezidentské volby, které vyhrál lídr Radikální občanské unie Hipólito Yrigoyen, který se tak stal prvním prezidentem z této strany. Alvearovi nabídl prezident post ministra války, což Alvear odmítl, následně mu byl nabídnut post velvyslance ve Francii, který přijal. Zde setrval do roku 1922. Jako velvyslanec Alvear aktivně podporoval Francii a její spojence v první světové válce, na rozdíl od prezidenta Yrigoyena, který prosazoval neutralitu. V roce 1922 bylo nutné vybrat nového kandidáta na prezidenta, Hipólito Yrigoyen se rozhodl podpořit právě Alveara, který tak získal i podporu strany. Během kampaně a voleb však Alvear stále setrvával v Evropě.
Navzdory své osobní neúčasti vyhrál volby v dubnu 1922 se ziskem více než 49 % hlasů při účasti 55 % oprávněných voličů. Volby potvrdily popularitu Yrigoyena a jeho Radikální občanské unie mezi obyvateli Argentiny. Alvear převzal úřad v říjnu 1922, přičemž viceprezidentem se stal Elpidio González. Prezident Alvear musel čelit názorovému rozštěpení radikální strany, protože její členové se nedokázali shodnout, zda pokračovat navzdory velkému dluhu v masivních státních výdajích. Celý vládní kabinet však tvořili stoupenci předchozího prezidenta Yrigoyena, což mezi Alvearem a Yrigoyenem začalo vytvářet napětí. Alvear zpočátku podporoval radikály vyzývající ukončení výdajové politiky, ale nakonec byl okolnostmi přinucen podpořit zastánce bývalého prezidenta Yrigoyena, proti nimž chtěli jejich odpůrci použít armádu, což prezident odmítl. Navzdory všemu dosáhla argentinská ekonomika během vlády prezidenta Alveara výborné výsledky, které trvaly až do krachu burzy na Wall Street v roce 1929. V roce 1928 se konaly nové prezidentské volby, v nichž znovu kandidoval i Yrigoyen. Ten je jednoznačně vyhrál a stal se opět prezidentem.

### Život po odchodu z funkce

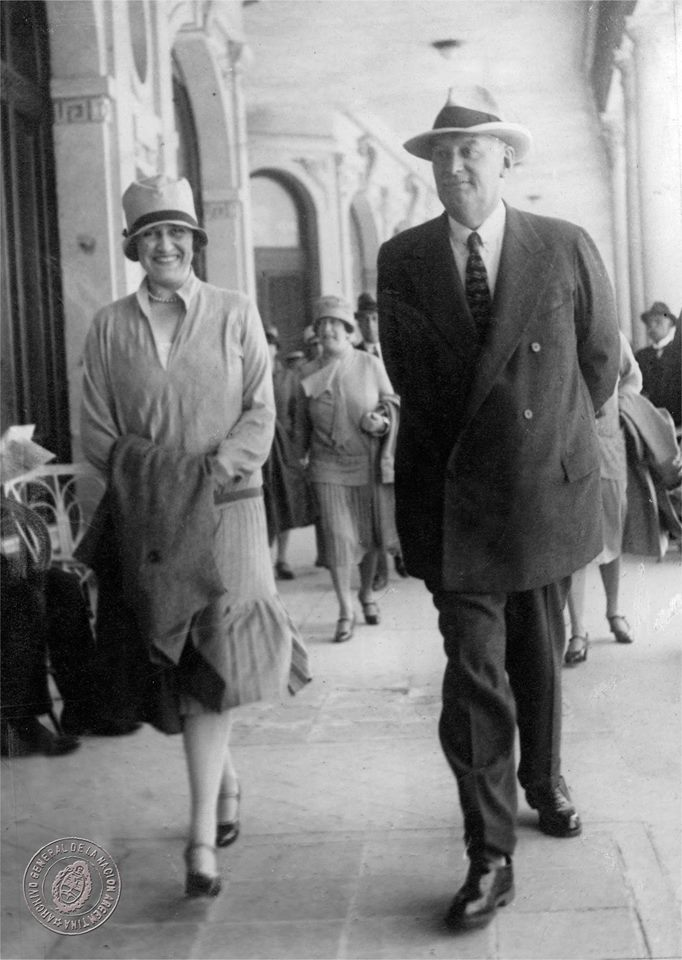
Na fotografii je Alvear a jeho manželka Regina Paciniová. Manželi byli od roku 1907 až do jeho smrti v roce 1942, manželství však zůstalo bezdětné.

Po skončení svého funkčního období odešel Alvear žít zpět do Paříže, zde se dozvěděl o zhoršující se situaci v Argentině a o následném vojenském převratu v září 1930, kterým armáda svrhla prezidenta Yrigoyena. Do vlasti se Alvear vrátil v dubnu 1931, v přístavu ho vítalo 6 000 lidí včetně generála Agustína Pedra Justa, který byl zástupcem faktického prezidenta generála Josého Felixe Uriburua. Uriburu nabídl Alvearovi možnost stát se znovu prezidentem za podmínky, že v jeho vládě nebude Yrigoyen ani jeho stoupenci, což však Alvear odmítl, protože chtěl znovu sjednotit rozhádanou Radikální občanskou unii. V roce 1931 vláda prohlásila, že překazila několik pokusů Radikální občanské unie o povstání, následovalo zatýkání členů strany. Alvear musel odejít do exilu v Brazílii. V tomto roce vyhlásila junta prezidentské volby, které po velkých volebních podvodech vyhrál generál Agustín Pedro Justo. Yrigoyen byl mezi tím uvězněn na ostrově Martín García, kde požádal své stoupence, aby se navzdory vzájemným rozporům postavili za Alveara. Yrigoyenovi stoupenci se tak stali nejvěrnějšími spolupracovníky Alveara, což bylo paradoxní, protože jeho stoupenci začali kolaborovat s vojenskou juntou. V červenci 1932 se Alvear vrátil do Argentiny, ale o něco později vláda prohlásila, že odhalila další konspirace Radikální strany a znovu začalo zatýkání. Mezi zatčenými byl i Alvear, který byl uvězněn na lodi a dopraven na ostrov Martín García. Zde dostali vězni nabídku buď dobrovolně odejít do Evropy, nebo budou přesunuti na jiné místo. Alvear tak odešel znovu do Evropy, zbylí vězni byli přesunuti do města Ushuaia na úplném jihu země. Na konci roku 1933 se však vrátil znovu do Argentiny. V následujícím období vedl Radikální občanskou unii, přičemž vždy, když junta povolila normální volby, je radikálové vyhrávali, následně tak armáda začala znovu volby falšovat a členy radikální strany věznit.
Alvear prováděl tajná setkání s voliči, při kterých ho provázeli i mladí členové strany jako Ricardo Balbín a Crisólogo Larralde, kteří se později stali hlavními představiteli Radikální občanské unie. Další část mladých členů strany jako Arturo Frondizi však Alvearovo vedení zpochybňovala, množství členů Radikální strany v dalším období čelilo dokonce různým korupčním skandálem. I sám Alvear musel čelit otázkám o financování jeho neúspěšné prezidentské kampaně v roce 1937. Na konci 30. let 20. století se Alvearovo zdraví začalo zhoršovat. Rezignoval proto i na post předsedy strany, což však jeho spolustraníci odmítli. Politicky se však již dále neangažoval, 23. března 1942 zemřel následkem infarktu myokardu v městečku Don Torcuato u Buenos Aires. Pohřben je v Buenos Aires v rodinné hrobce, i jeho pohřeb se změnil na protivládní manifestaci, podobně jako pohřeb Hipólita Yrigoyena.

## Sportovní činnost
Marcelo Torcuato de Alvear byl reprezentantem Argentiny ve sportovní střelbě, vyhrál individuální bronzovou a týmovou zlatou medaili na Mistrovství světa ve sportovní střelbě v roce 1903 v disciplíně 50 metrů pistolí. Podílel se také na založení Argentinské střelecké federace. Již v roce 1901 se Alvear zúčastnil vůbec prvních automobilových závodů v Argentině.